# Aphis cirsiioleracei
Aphis cirsiioleracei är en insektsart. Aphis cirsiioleracei ingår i släktet Aphis och familjen långrörsbladlöss. Inga underarter finns listade i Catalogue of Life.